# Kruchten
Kruchten település Németországban, Rajna-vidék-Pfalz tartományban. Lakosainak száma 395 fő (2023. december 31.).

## Népesség
A település népességének változása:
| Lakosok száma | 446  | 382  | 375  | 372  | 398  | 395  |
|               | 1975 | 2017 | 2019 | 2021 | 2022 | 2023 |